# Monteverdi Marittimo
Monteverdi Marittimo és un municipi situat al territori de la província de Pisa, a la regió de la Toscana, (Itàlia).
Monteverdi Marittimo limita amb els municipis de Bibbona, Castagneto Carducci, Montecatini Val di Cecina, Monterotondo Marittimo, Pomarance, Sassetta i Suvereto.

## Galeria

Localització del municipi a la prov. de Pisa